# Římskokatolická farnost Nivnice
Římskokatolická farnost Nivnice je územní společenství římských katolíků v děkanátu Uherský Brod s farním kostelem Svatých Andělů strážných.

## Historie farnosti
První zprávy o tom, že existoval kostel v Nivnici, jsou z roku 1403. Na půdě současného chrámu byl v letech 1530–1538 vybudován českobratrský sbor, opuštěn od roku 1621. Původní farní kostel zůstával na svém místě, i když věřící katolického vyznání byli v menšině. V roce 1625 vedli duchovní správu dominikáni z Uherského Brodu. O patnáct let později připadla duchovní správa v Nivnici k Hluku, což trvalo do října 1654, kdy se stala samostatnou farností. Koncem roku 1706 se stal farářem Václav Antonín Czernoch, šlechtic, bakalář a lidumil, který spravoval faru až do své smrti v roce 1733. Tento iniciátor stavby nového kostela na jeho vybudování věnoval veškeré své jmění. V roce 1741 chrám sv. Archanděla Michaela zbourali; nový kostel Andělů Strážných byl vybudován na místě kaple z pozůstalosti zmíněného zesnulého faráře. Stavba byla dokončena roku 1752. 

## Duchovní správci
V letech 1679–1683 zde byl farářem Jan František Štyvar, v letech 1997–2003 farnost administroval pozdější olomoucký arcibiskup Mons. Josef Nuzík. Od července 2017 je farářem R. D. Mgr. Zdeněk Gerhard Klimeš.

## Bohoslužby
Ve farnosti se konají pravidelně bohoslužby ve farním kostele – v neděli i ve všední dny.
| Kostel                      | Místo   | Bohoslužba                          | Bohoslužba                                  | Poznámka     |
| --------------------------- | ------- | ----------------------------------- | ------------------------------------------- | ------------ |
| Kostel sv. Andělů strážných | Nivnice | neděle pondělí čtvrtek pátek sobota | 7.30; 10.30 18.00 v zimě, 18.30 v létě 7.00 | farní kostel |

## Aktivity farnosti
Ve farnosti se pravidelně koná tříkrálová sbírka. V roce 2017 se při ní vybralo 117 553 korun.
V květnu 2017 udílel ve farnost svátost biřmování olomoucký arcibiskup Jan Graubner.